# Saint-Aubin-Château-Neuf
Saint-Aubin-Château-Neuf är en kommun i departementet Yonne i regionen Bourgogne-Franche-Comté i norra Frankrike. Kommunen ligger i kantonen Aillant-sur-Tholon som tillhör arrondissementet Auxerre. År 2018 hade Saint-Aubin-Château-Neuf 508 invånare.

## Befolkningsutveckling
Antalet invånare i kommunen Saint-Aubin-Château-Neuf
| Referens: INSEE |